# Panorpodes pulcher
Panorpodes pulcher är en näbbsländeart som beskrevs av Syuti Issiki 1927. Panorpodes pulcher ingår i släktet Panorpodes och familjen Panorpodidae. Inga underarter finns listade i Catalogue of Life.